# Helvetic Mercenaries
Gli Helvetic Mercenaries sono una squadra di football americano Svizzera con sede nella città di Kriens fondata nel 2023 che milita in ELF.
Hanno giocato la stagione 2023 col nome di Helvetic Guards.

## Head Coaches
| Name           | Anno | Record | Record | Record | Titoli |
| Name           | Anno | W      | L      | T      | Titoli |
| -------------- | ---- | ------ | ------ | ------ | ------ |
| Norm Chow      | 2023 | 3      | 9      | 0      | -      |
| Val Gunn       | 2024 | 1      | 5      | 0      | -      |
| Bryan Billy    | 2024 | 0      | 6      | 0      | -      |
| Marcus Herford | 2025 | 0      | 0      | 0      | -      |

## Dettaglio stagioni

### ELF
| Stagione | regular season | regular season | regular season | regular season | regular season | regular season | playoff | playoff | playoff | playoff | playoff | playoff   | playoff    |
|          | Vin            | Par            | Per            | Tot            | PF             | PS             | Vin     | Per     | Tot     | PF      | PS      | risultato | avversaria |
| -------- | -------------- | -------------- | -------------- | -------------- | -------------- | -------------- | ------- | ------- | ------- | ------- | ------- | --------- | ---------- |
| 2023     | 3              | 0              | 9              | 12             | 174            | 378            | -       | -       | -       | -       | -       | -         | -          |
| 2024     | 1              | 0              | 11             | 12             | 185            | 438            | -       | -       | -       | -       | -       | -         | -          |
| Totale   | 4              | 0              | 20             | 24             | 359            | 816            | -       | -       | -       | -       | -       |           |            |

## Giocatori degni di nota
- Silas Nacita - WR/RB (2023)